# OPC Unified Architecture
OPC Unified Architecture (OPC UA) je komunikační protokol vyvinut nadací OPC Foundation.
Jeho charakteristiky jsou:
- je založen na klient–server modelu
- zaměření na sběr dat a řízení v rámci průmyslových sítí
- otevřenost - je uvolněn pod licencí GPL 2.0 [1]
- platformová přenositelnost - není vázán na konkrétní operační systém či programovací jazyk
- orientovaný na služby
- nabízí bezpečnostní funkce jako je např. autentizace, autorizace, integrita a důvěryhodnost[2]

## Historie
Přestože byl protokol vyvinut stejnou organizací jako svůj předchůdce, ta se OPC UA od něj velmi liší. Název OPC stojí za Open Platform Communications, tedy se jedná o otevřený komunikační protokol a stojí za ním nadace OPC Foundation. Cílem protokolu OPC UA nadace zamýšlela poskytnout cestu vpřed z běžného komunikačního OPC modelu (přesněji závislost na systémech Microsoft Windows a jejich modelu COM/DCOM) blíže k jednoduchosti potřebné pro průmyslovou automatizaci.
První verze protokolu OPC UA byla uvolněna po více než 3 letech prací na specifikacích a prototypech v roce 2006.
Aktuální verze specifikace nese číslo revize 1.04 z 22. listopadu 2017 a nová verze protokolu byla rozšířena o model publish/subscribe (stejně jako má protokol MQTT) vedle běžného klient/server modelu.

## Protokoly
OPC UA podporuje dva protokoly, které se liší svojí cestou URL. Binární protokol opc.tcp://Server a protokol pro webovou službu http://Server. Jinak pracuje OPC UA zcela transparentně ke svému API rozhraní.
Binární protokol nabízí lepší výkon a zabírá méně procesorového času (nevyžaduje parsování XML, SOAP či HTTP), nabízí nejlepší interoperabilitu a používá pouze jeden zvolený port, což zajišťuje lepší tunelování pomocí tzv. směrování portů (port-forwarding) na firewallu.
Webová služba založená na SOAP protokolu je příjemnější pro programování vzhledem k pojmenovaným entitám v přenášených datech a bezpečnost je stejná jako pro běžné HTTP a HTTPS porty.

## Bezpečnost UA
Bezpečnost protokolu OPC UA je zajištěna pomocí autentizace, autorizace, šifrování a zajištění datové integrity pomocí podpisů. Pro webové služby se používá tzv. WS-SecureConversation a je kompatibilní se SOAP implementacemi protokolu. Pro binární variantu je použit algoritmus jako pro WS-SecureConversation a poté převeden do své binární podoby jako UA Secure Conversation.
Dále existuje i smíšená verze, kde jsou data i kód v binární podobě, ale transportní vrstvou je protokol SOAP. Jedná se o efektivní řešení pro umožnění lepšího prostupu přes firewally v problematických nasazeních. Autentizace je vždy zajišťována poccí X.509 certifikátů a spoléhá na vývojáře aplikace, který určuje jaké úložiště certifikátů k aplikaci náleží. Tímto úložištěm může být například PKI infrastruktura řešení Active Directory v rámci systémů Microsoft Windows Server.

## Vestavěné datové typy
Standard OPC UA definuje 25 vestavěných datových typů:
| Datový typ      | Ekvivalent v C/C++      | Rozsah                                               | Typ NodeId          |
| --------------- | ----------------------- | ---------------------------------------------------- | ------------------- |
| Boolean         | bool                    | 0/1 (true or false)                                  | 0 (číselná hodnota) |
| SByte           | int8_t                  | -128 až 127                                          | 0 (číselná hodnota) |
| Byte            | uint8_t                 | 0 až 255                                             | 0 (číselná hodnota) |
| Int16           | int16_t                 | -32768 až 32767                                      | 0 (číselná hodnota) |
| UInt16          | uint16_t                | 0 až 65535                                           | 0 (číselná hodnota) |
| Int32           | int32_t                 | -2147483648 až 2147483647                            | 0 (číselná hodnota) |
| UInt32          | uint32_t                | 0 až 4294967295                                      | 0 (číselná hodnota) |
| Int64           | int64_t                 | -9223372036854775808 až 9223372036854775807          | 0 (číselná hodnota) |
| UInt64          | uint64_t                | 0 až 18446744073709551615                            | 0 (číselná hodnota) |
| Float           | float                   | 32bitové desetinné číslo dle normy IEEE              | 0 (číselná hodnota) |
| Double          | double                  | 64bitové desetinné číslo dle normy IEEE              | 0 (číselná hodnota) |
| StatusCode      | uint32_t                |                                                      |                     |
| String          | uint8_t* / std::string  |                                                      | 3 (řetězec)         |
| DateTime        | int64_t                 | počet 100 nanosekundových intervalů od 1.1.1601 UTC  |                     |
| GUID            | závislé na implementaci | 16-bytové číslo použité jako unikátní identifikátor  | 4 (GUID)            |
| ByteString      | (stejné jako řetězec)   |                                                      | 5 (byte string)     |
| XmlElement      | (stejné jako řetězec)   |                                                      |                     |
| NodeId          |                         | index jmenného prostoru (namespace) nebo typ NodeId  |                     |
| ExpandedNodeId  |                         | (podobné jako NodeId)                                |                     |
| QualifiedName   |                         | index jmenného prostoru (namespace) nebo řetězec     |                     |
| LocalizedText   |                         | řetězec a identifikátor jazyka                       |                     |
| NumericRange    |                         | řetězec (např. "0:4,1:5" pro pole [0..4][1..5])      |                     |
| Variant         |                         | (variabilní objekt, pouze pro vestavěné typy)        |                     |
| ExtensionObject |                         | skalární veličiny libovolného typu                   |                     |
| DataValue       |                         | složenina hodnoty, časového razítka a stavového kódu |                     |
| DiagnosticInfo  |                         | detail o chybě či diagnostická informace             |                     |

## API rozhraní OPC UA
API rozhraní protokolu OPC UA jsou dostupná pro několik programovacích jazyků, například:

### Implementace pro jazyk C/C++
- Projekt open62541 poskytuje otevřenou implementaci OPC UA serveru a klientů uvolněnou pod licencí MPL 2.0
- Projekt FreeOpcUa poskytuje otevřenou implementaci OPC UA serveru a klientů uvolněnou pod licencí LGPL.
- UAF

### Implementace pro jazyk JavaScript
Projekt node-opcua je kompletní implementací OPC UA protokolu pro server i klienta kompletně napsaného v jazyce JavaScript pro Node.js.

### Implementace pro jazyk Python
- Projekt FreeOpcUa poskytuje jak asynchronní implementaci pomocí opcua-asyncio (pro Python 3.7 a vyšší) a také python-opcua. Obě implementace poskytují vysokou úroveň abstrakce pro implementaci jako OPC UA serveru, tak i OPC UA klienta.

## IEC 62541
IEC 62541 je označení standardu pro OPC Unified Architecture.
| ID             | Rok vydání | Název                                                             |
| -------------- | ---------- | ----------------------------------------------------------------- |
| IEC/TR 62541-1 | 2016       | OPC Unified Architecture - Part 1: Overview and Concepts          |
| IEC/TR 62541-2 | 2016       | OPC Unified Architecture - Part 2: Security Model                 |
| IEC 62541-3    | 2020       | OPC Unified Architecture - Part 3: Address Space Model            |
| IEC 62541-4    | 2020       | OPC Unified Architecture - Part 4: Services                       |
| IEC 62541-5    | 2020       | OPC Unified Architecture - Part 5: Information Model              |
| IEC 62541-6    | 2020       | OPC Unified Architecture - Part 6: Mappings                       |
| IEC 62541-7    | 2020       | OPC Unified Architecture - Part 7: Profiles                       |
| IEC 62541-8    | 2020       | OPC Unified Architecture - Part 8: Data Access                    |
| IEC 62541-9    | 2020       | OPC Unified Architecture - Part 9: Alarms and Conditions          |
| IEC 62541-10   | 2020       | OPC Unified Architecture - Part 10: Programs                      |
| IEC 62541-11   | 2020       | OPC Unified Architecture - Part 11: Historical Access             |
| IEC 62541-12   | 2020       | OPC unified architecture - Part 12: Discovery and global services |
| IEC 62541-13   | 2020       | OPC Unified Architecture - Part 13: Aggregates                    |
| IEC 62541-14   | 2020       | OPC unified architecture - Part 14: PubSub                        |
| IEC 62541-100  | 2015       | OPC Unified Architecture - Part 100: Device Interface             |